# Communauté d’agglomération du Beauvaisis (vor 2017)
Die Communauté d’agglomération du Beauvaisis (vor 2017) ist ein ehemaliger französischer Gemeindeverband mit der Rechtsform einer Communauté d’agglomération im Département Oise in der Region Hauts-de-France. Sie wurde am 1. Januar 2004 gegründet und umfasste 31 Gemeinden. Der Verwaltungssitz befand sich in der Stadt Beauvais.

## Historische Entwicklung
Mit Wirkung vom 1. Januar 2017 fusionierte der Gemeindeverband mit der Communauté de communes Rurales du Beauvaisis und bildete so die Nachfolgeorganisation Communauté d’agglomération du Beauvaisis. Trotz der Namensgleichheit handelt es sich um eine Neugründung mit anderer Rechtspersönlichkeit.

## Ehemalige Mitgliedsgemeinden
1. Allonne
2. Auneuil
3. Auteuil
4. Beauvais
5. Berneuil-en-Bray
6. Bonlier
7. Fontaine-Saint-Lucien
8. Fouquenies
9. Frocourt
10. Goincourt
11. Guignecourt
12. Herchies
13. Juvignies
14. Maisoncelle-Saint-Pierre
15. Aux Marais
16. Milly-sur-Thérain
17. Le Mont-Saint-Adrien
18. Nivillers
19. Pierrefitte-en-Beauvaisis
20. Rainvillers
21. Rochy-Condé
22. Saint-Germain-la-Poterie
23. Saint-Léger-en-Bray
24. Saint-Martin-le-Nœud
25. Saint-Paul
26. Savignies
27. Therdonne
28. Tillé
29. Troissereux
30. Verderel-lès-Sauqueuse
31. Warluis